# Ямал (поезд)
«Яма́л» — фирменный поезд, курсирующий между Москвой и Новым Уренгоем.

## История
- 2003 — Запуск состава. Рейсы поезда в Москву стали осуществляться регулярно, кроме того, маршрут соединяет Москву и Новый Уренгой с такими крупными городами, как Тюмень, Екатеринбург, Пермь и др.
- 2004 — Поезд признан лучшим фирменным поездом ОАО «РЖД»[1].
- 2017 — Поезд становится заменой упразднённого поезда «Малахит»[2], курсировавшего через день по маршруту Екатеринбург — Москва-Ярославская — Екатеринбург через Нижний Тагил.

## График отправлений и прибытий
- Отправление от Ярославского вокзала Москвы в 13:35. Путь занимает 2 дня 18 часов 25 минут; прибытие на станцию Новый Уренгой в 08:00 (по московскому времени).
- Отправление от станции Новый Уренгой в 10:00 (по московскому времени). Путь занимает 3 дня 38 минут; прибытие на Ярославский вокзал Москвы в 10:38.

Поезд следует графиком через день, чередуясь на участке Москва — Пермь с фирменным поездом № 083Е/084М «Северный Урал» Москва — Приобье — Москва, а на участке Екатеринбург — Новый Уренгой — с пассажирским поездом № 309Е/310Е Новый Уренгой — Екатеринбург — Новый Уренгой.
С 10 декабря 2017 года составы поезда «Ямал» находятся в общем обороте со скорым фирменным поездом № 007/008 «Кама» Пермь — Москва — Пермь.

## Маршрут
Поезд «Ямал» ходит по данному маршруту и в обратном направлении:
- Москва-Ярославская,
- Владимир,
- Ковров I,
- Нижний Новгород-Московский,
- Урень,
- Шахунья,
- Котельнич I,
- Киров,
- Зуевка,
- Яр,
- Глазов,
- Балезино,
- Кез,
- Верещагино,
- Менделеево,
- Пермь-Сортировочная,
- Лёвшино,
- Чусовская,
- Пашия,
- Тёплая Гора,
- Гороблагодатская,
- Нижний Тагил,
- Невьянск,
- Верх-Нейвинск,
- Екатеринбург-Пассажирский,
- Богданович,
- Еланский,
- Камышлов,
- Талица,
- Тюмень,
- Усть-Тавда,
- Тобольск,
- Юность-Комсомольская,
- Демьянка,
- Салым,
- Куть-Ях,
- Пыть-Ях,
- Усть-Юган,
- Сургут,
- Ульт-Ягун,
- Когалым,
- Ноябрьск I,
- Ноябрьск II,
- Ханымей,
- Пурпе,
- Пуровск,
- Сывдарма,
- Коротчаево,
- Новый Уренгой.